# Lune pascale
La Lune ecclésiastique, ou Lune pascale, est une représentation fictive des phases de la Lune réelle, utilisée dans le comput ecclésiastique pour le calcul de la date de Pâques.
Là où les musulmans utilisent les observations de la Lune réelle pour déterminer le début du mois de Ramadan, les Églises chrétiennes utilisent, depuis le concile de Nicée, en 325, une Lune fictive, dite Lune ecclésiastique ou Lune pascale, résultant du calcul, pour déterminer la date des Pâques.
Les phases de cette Lune fictive sont fondées sur le cycle de Méton qui pose qu'il y a 235 mois lunaires lors de 19 années solaires. La Lune ecclésiastique est au fondement du calcul de la date des Pâques. Le calendrier grégorien, afin de rapprocher la Lune ecclésiastique de la Lune réelle, introduit deux corrections au cycle de Méton : la métemptose et la proemptose.

## Généralités
Dans le comput, calendrier liturgique chrétien, la date de Pâques est fixée chaque année au premier dimanche qui suit la pleine Lune pascale. La pleine Lune pascale est l'une des pleines lunes de la Lune de comput, une Lune fictive servant de base au calendrier chrétien. Elle ne prétend à aucune exactitude astronomique ; il ne s'agit que d'une convention historique permettant d'harmoniser et de simplifier le calcul de la date de Pâques.
De façon générale, si la pleine Lune pascale se produit à peu près lors de la première pleine lune suivant l'équinoxe de printemps dans l'hémisphère nord, elle ne correspond à notre époque à aucun phénomène astronomique particulier et sa date peut s'écarter de la véritable pleine lune jusqu'à deux jours. Comme la pleine lune peut se produire à différentes dates suivant l'endroit où se situe l'observateur sur la Terre, un tel système a été préféré aux observations astronomiques directes.

## Origine
Dans la religion chrétienne, la résurrection du Christ est réputée s'être produite un dimanche, trois jours après son dernier repas. Ce repas correspond à celui de la fête juive de Pessa'h, lequel a lieu, dans l'ancien calendrier hébraïque, le quatorzième jour du mois de Nissan. Ce mois lunaire débute lors d'une nouvelle lune, de telle façon que son quatorzième jour, c'est-à-dire grosso modo la pleine lune, se produise à l'équinoxe vernal ou immédiatement après.
Pâques commémorant cette résurrection, la fête doit se produire un dimanche tout en suivant immédiatement cette pleine lune vernale. Si le calendrier hébraïque est basé sur la lune, le calendrier liturgique chrétien est intégré au sein d'un calendrier solaire, rendant impossible une date fixe pour Pâques et nécessitant sa détermination par rapport à une pleine lune spécifique, la pleine Lune pascale.

## Calcul
Il pourrait être possible, chaque année, de mesurer la date de la pleine Lune pascale, tout d'abord en observant l'équinoxe vernal, puis la première pleine lune qui le suit. Cette méthode ne permet cependant pas de prévoir la date de Pâques. Qui plus est, la Terre étant ronde, tous les observateurs ne perçoivent pas cette pleine lune à la même heure locale, donc au même jour : si un observateur à Rome la mesure pleine juste après minuit, un dimanche, un observateur à New York la mesure pleine juste avant, à cause du décalage horaire. À moins de spécifier qu'un lieu d'observation spécifique fait référence, l'observateur romain conclut à une date de Pâques suivant d'une semaine celle de l'observateur à New York.
Ce problème a été réglé en basant le comput chrétien sur une lune arbitraire. Dans ce calendrier, Pâques se produit par définition le dimanche qui suit le quatorzième jour du mois pascal.

## Historique
À l'origine, la pleine Lune pascale est la pleine lune se produisant lors du jour de l'équinoxe vernal, ou la première pleine lune qui le suit, soit le quatorzième jour du mois de Nisan de l'ancien calendrier hébraïque. Ce calendrier n'étant pas calculable (il est déterminé par l'observation directe des phases de la Lune), il est remplacé très tôt par des méthodes alternatives permettant de donner la date de Pâques grâce à des tables prédéfinies, sur la base du cycle métonique de la Lune. Dès le IIIe siècle, les calculateurs de certaines Églises, comme celle de Rome ou d'Alexandrie, calculent leurs propres suites périodiques des dates de la pleine Lune pascale. Le concile de Nicée, en 325, entérine le placement de la date de Pâques au dimanche suivant le quatorzième jour du mois pascal.
L'ancien calendrier hébraïque est remplacé par le calendrier julien ou le calendrier égyptien. Dans les deux cas, la date de la pleine Lune pascale diffère progressivement de celle de la véritable pleine lune d'équinoxe ; le calendrier égyptien est rajusté vers 300 pour en tenir compte et le calendrier julien vers 400.
Pendant plusieurs siècles, les suites de dates de la pleine Lune pascale peuvent présenter des différences importantes suivant les Églises, conduisant à fêter Pâques lors de dimanches différents.